# Naomi Castle
Pour les articles homonymes, voir Castle.
Naomi Sandra Castle, née le 29 mai 1974 à Sydney, est une joueuse de water-polo australienne.
Joueuse de l'équipe d'Australie de water-polo féminin, elle est sacrée championne olympique aux Jeux d'été de 2000 à Sydney et quatrième des Jeux d'été de 2004 à Athènes.